# Anne Schilling
Pour les articles homonymes, voir Schilling.
Anne Schilling est une mathématicienne américaine spécialisée dans la combinatoire algébrique, la théorie des représentations et la physique mathématique. Elle est professeure de mathématiques à l'université de Californie à Davis.

## Formation
Schilling termine son doctorat en 1997 à l'université d'État de New York à Stony Brook. Sa thèse, intitulée Bose-Fermi Identities and Bailey Flows in Statistical Mechanics and Conformal Field Theory, est supervisée par Barry M. McCoy. De 1997 à 1999, elle est boursière postdoctorale à l'Institut de physique théorique de l'Université d'Amsterdam et de 1999 à 2001, elle est instructeur CLE Moore au département de mathématiques du MIT. Après cela, elle rejoint la faculté du Département de mathématiques de l'UC Davis.

## Livres
Avec Thomas Lam, Luc Lapointe, Jennifer Morse (en), Mark Shimozono et Mike Zabrocki, Schilling est l'auteure de la monographie de recherche {\displaystyle k}-Schur Functions and Affine Schubert Calculus (Fields Institute Monographs 33, Springer, 2014).
Avec Isaiah Lankham et Bruno Nachtergaele, Schilling est l'auteure du manuel d'algèbre linéaire, Linear Algebra as an Introduction to Abstract Mathematics (World Scientific, 2016).
Avec Daniel Bump (en), elle est l'auteure d'un livre plus avancé sur les bases cristallines (en) en théorie des représentations, Crystal Bases: Representations and Combinatorics (World Scientific, 2017).

## Reconnaissance
Schilling fait partie de la classe 2019 des boursiers de l'American Mathematical Society « pour ses contributions à la combinatoire algébrique, à la théorie de la représentation combinatoire et à la physique mathématique et pour ses services à la profession ». Pour l'année universitaire 2012-2013, elle reçoit une bourse Simons. En 2002, elle reçoit une bourse de recherche Humboldt et elle est boursière Fulbright de 1992 à 1993 en tant qu'étudiante au doctorat.
En 2024 elle est lauréate de la conférence Noether.